# Leugny (Vienne)
Leugny è un comune francese di 459 abitanti situato nel dipartimento della Vienne nella regione della Nuova Aquitania.

## Società

### Evoluzione demografica
Abitanti censiti